# Hypopyra grandaeva
Hypopyra grandaeva là một loài bướm đêm trong họ Erebidae.